# Верхне-Черкасово (станция)
Ве́рхне-Черка́сово — железнодорожная станция Выборгского направления Санкт-Петербургского отделения Октябрьской железной дороги. Платформы станции расположены в посёлке Черкасово Выборгского района Ленинградской области, между платформами 117 км и Лазаревка. Станция частично расположена в городе Выборге. Ранее носила название Сяйниё (фин. Säiniö).
На станции 6 путей и 2 платформы. Станция электрифицирована в 1969 году в составе участка Кирилловское — Выборг. Реконструирована под скоростное движение в 2008—2009 годах. На платформе имеют остановку все проходящие через неё пригородные электропоезда, кроме поездов повышенной комфортности.

## Ссылки

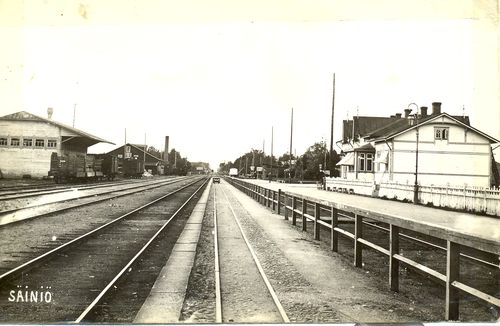
Станция Сяйниё до войны